# Batalla de Monterrey (California)
La batalla de Monterrey (California), fue una acción menor que tuvo lugar el 7 de julio de 1846 entre ciudadanos mexicanos armados y tropas navales estadounidenses durante la Guerra de intervención estadounidense en México, en Monterrey, California (a veces esta batalla es confundida con la batalla de Monterrey, en Nuevo León). Un contingente de la infantería de marina de los Estados Unidos bajo el mando del Comodoro John D. Sloat, quien tenía a su vez el mando de la Escuadrilla del Pacífico de la marina los Estados Unidos, atacó la pequeña población, defendida por un reducido grupo de guardacostas mexicanos.

## Escaramuza
La "batalla" llegó a ser un poco más que una escaramuza incruenta, puesto que la mayor parte de los mexicanos que protegían la ciudad, aunque carecían de todo elemento de defensa, no querían rendirse ante las fuerzas invasoras del Comodoro John D. Sloat. Un puñado de marinos intentó tomar el sitio donde se encontraba fondeado Sloat, pero rápidamente fueron sometidos cuando llegaron los buques de guerra USS Savannah, Cyane y Levant. Dos días después, los mexicanos rendían Yerba Buena (San Francisco), consumándose así la ocupación de la Alta California.

## Secuela

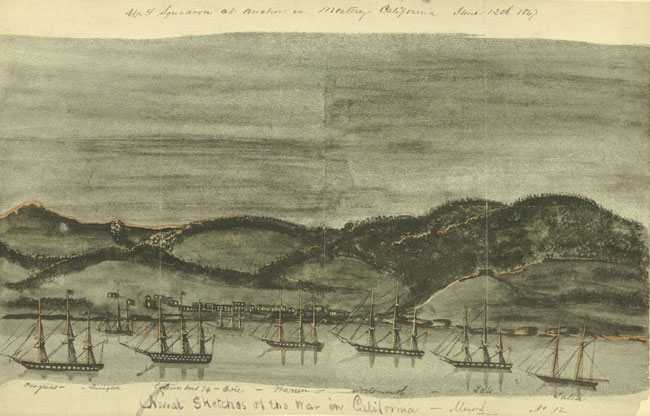
Retrato de la Batalla de Monterrey, California.

De interés principal es la "controversia" que rodea a este suceso en la historiografía de los Estados Unidos. Se dice que Sloat era sólo un oficial de la Marina de los Estados Unidos sin facultades de decisión; por este motivo, el presidente James K. Polk no lo había autorizado para atacar u ocupar siquiera ninguna población de California. Ante la aparente desobediencia del mismo, y sólo como justificación de una violación flagrante al Derecho Internacional por parte de los Estados Unidos, se ha expresado que el comodoro fue penalizado; pero en realidad, su actuación formaba parte del plan maestro para despojar a México de ese riquísimo territorio.[cita requerida]
- Datos: Q1772061
- Multimedia: Battle of Monterey / Q1772061